# Abdulaziz bin Saúd
Abdulaziz ibn Saúd o Ibn Saúd (en árabe: عبدالعزيز آل سعود‎), nombre completo Abdelaziz ben Abderrahmán Es-Saúd (Riad, 15 de enero de 1876-Taif, 9 de noviembre de 1953), fue el primer rey de Arabia Saudita desde el 22 de septiembre de 1932 hasta su muerte. Es considerado el fundador del Estado Moderno Saudí, después de luchar durante 30 años hasta la unificación de Arabia Saudita.
Reconquistó la ciudad de Riad, el hogar ancestral familiar, en 1902, empezando así tres décadas de conquistas, las cuales lo convirtieron en gobernante de casi toda la Arabia central. Consolidó su dominio sobre el Nechd en 1922, conquistó el Hiyaz en 1925 y luego extendió su dominio por los otros emiratos de Arabia Saudita en 1932.

## Orígenes
Hijo de Abdulrahman ibn Faisal, perteneciente a la familia Saúd, tradicionales señores del interior del país de Néyed y de la ciudad de Riad. La casa de los Saúd es seguidora del movimiento islámico de la Salafiyya (Salafismo) desde el siglo XVIII, que ha estado dominando, a lo largo de la historia, los territorios del interior de Arabia. 
En el año 1890, siendo aún un niño tuvo que exiliarse junto a su familia en Kuwait después de que sus tierras fueran conquistadas por la dinastía rival Al Rashid, que los había expulsado y se había hecho con el control de Riad y las zonas limítrofes. Allí pasó parte de su adolescencia. Desde los siete años Ibn Saúd había estado bajo la autoridad religiosa de diversas figuras de la religión, la más famosa de ellas era Abdulah ibn Abd al-Latif Al Shaij, descendiente de Muhámmad ibn Abd-al-Wahhab. Asistió además a la Asamblea Islámica Consultiva del emir de Kuwait, Mubárak Al-Sabah, quien supuso para él un maestro de vida. No obstante, su casa familiar de Kuwait fue una de las más simples y pequeñas, en la que habitaban cinco hijos y una hija. 
En la primavera de 1901, logró reunir, con el apoyo de varias tribus árabes, una expedición que penetró en territorio bajo ocupación del Imperio otomano, con la intención de recuperar las tierras de origen de su familia. Al término del ramadán, que provocó la disolución de la mayor parte de la tropa, atacó únicamente con una veintena de hombres la capital Riad en la noche del 15 de enero de 1902, consiguiendo dar muerte al gobernador de la familia rival rashidí. El liderazgo de Ibn Saúd logró entonces la adhesión de numerosos fieles a su causa con los que pudo conquistar definitivamente la ciudad.

## Sultán de Nechd

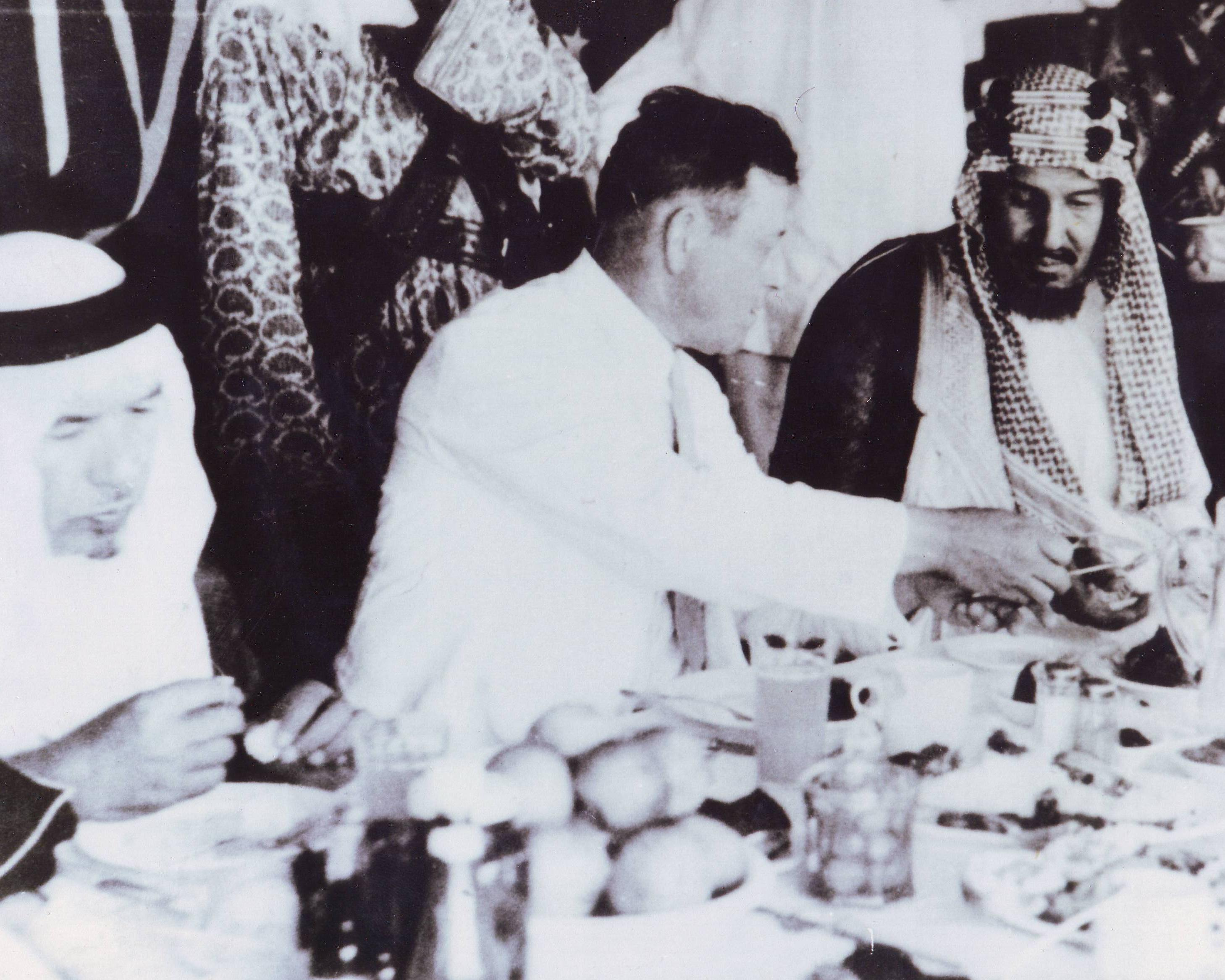
Abdelaziz bin Saúd en 1934

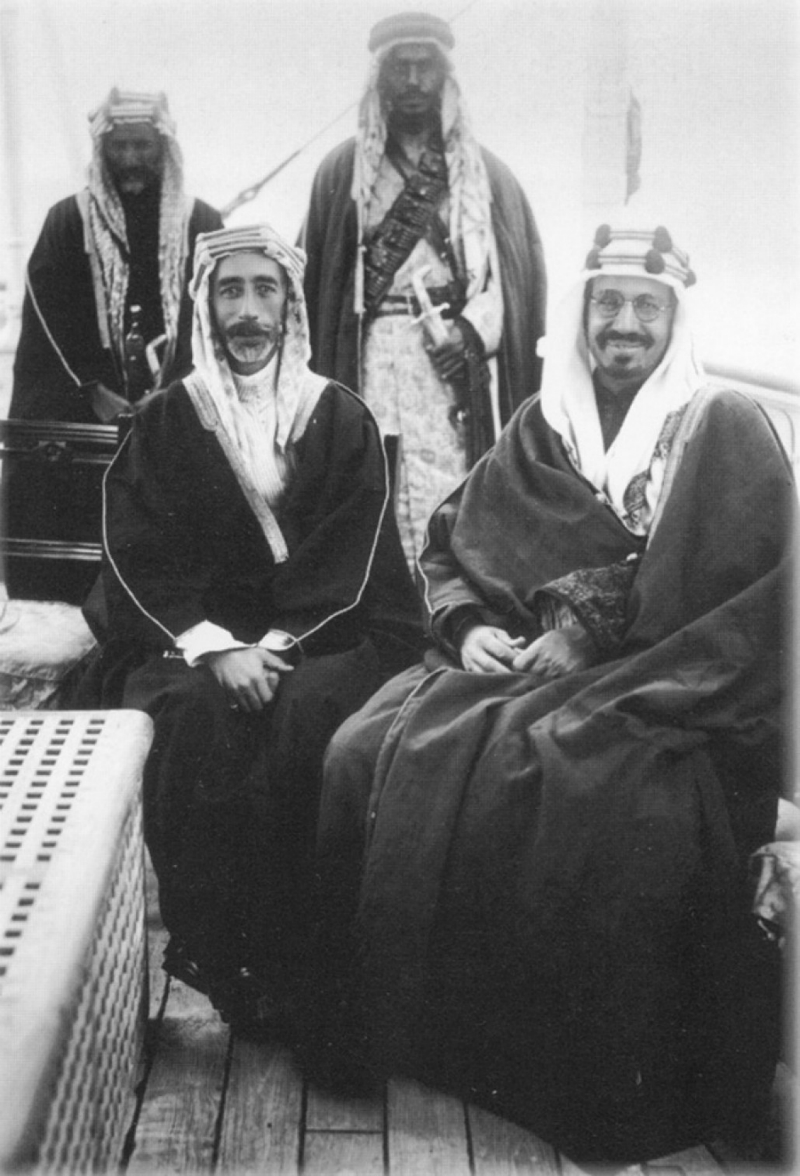
Abdulaziz bin Saúd y Fáysal I de Irak en 1922.

Ibn Saúd consolidó progresivamente los territorios en torno a la región de Nechd, en disputa con los partidarios de Ibn Rashid, aliado de los turcos, y gracias al apoyo británico que, sin embargo, derivó en un protectorado desde 1915, durante la Primera Guerra Mundial. En 1922 consiguió derrotar definitivamente a los rashidíes, con lo que sus posesiones se duplicaron.
Las campañas militares de Ibn Saúd llevaron al resurgimiento de la autoridad saudí. Riad estaba sometida en 1900 a la autoridad de los emires rashidíes, incluida la mayor parte de la Arabia central. Desde Kuwait, el 15 de enero de 1902, lanzó un ataque contra Riad para arrebatar la ciudad a los rashidíes. Se temía una alianza rashidí con el Imperio otomano. 
Después de Riad y del Nechd meridional, Qasim se convirtió en el campo de batalla entre saudíes y rashidíes desde 1902 hasta 1906. Los otomanos respaldaron a Ibn Rashid enviando tropas y munición. Ibn Saúd cerró una alianza con los kuwaitíes, con la aprobación de Gran Bretaña, que consideraban que el apoyo otomano a Ibn Rashid constituía una amenaza para sus propios intereses en Kuwait.
Los dos años siguientes al ataque, prácticamente la mitad del Nechd fue reorganizado y reconquistado gracias a que la gran mayoría de los habitantes de la zona simpatizaban con Ibn Saúd. Sin embargo, Ibn Rashid hizo en 1904 un llamamiento al gobierno otomano pidiendo ayuda para derrocar a la casa de Saúd. Los otomanos enviaron, entonces, tropas a Arabia. El ejército de Ibn Saúd sufrió una gran derrota en junio de 1904, pero sus fuerzas se reagruparon pronto y reanudaron el ataque cuando las tropas turcas dejaron el país para resolver algunos problemas.
La incorporación de Casim al dominio de Ibn Saúd se logró tras la batalla de Rawdat Muhanna en 1906. Después el campo de batalla se trasladó a Al-Hasa, donde vivía una importante comunidad chií. 
Ibn Saúd consolidó finalmente el control sobre el territorio del Nechd y la costa oriental de Arabia en 1912. En este mismo año fundó los Ikhwan, unas organizaciones militares religiosas, formadas por numerosas tribus beduinas que tenían en común con Ibn Saúd la misma fe fundamentalista, que le ayudarían en sus conquistas finales. En líneas generales, consiguió reavivar las alianzas tradicionales de la dinastía con los ulemas salafíes. Los ikhwan son seguidores del wahabismo, una ideología fundada por Muhámmad ibn al-Wahhab. Se trata de una rama muy conservadora, en la cual la innovación, sea del tipo que sea, es considerada como un acto de herejía y es una ideología contraria al chiismo. El ideólogo del wahabismo, habiendo tenido que huir de La Meca en 1744, se vio apoyado por el antecesor de Abd ul-Aziz, Muhámmad ibn Saúd. Su alianza con el fundador del wahabismo fue lo que le dio poder religioso para gobernar en el Nechd.
En el año 1912 instituyó una política agraria con intención de organizar a los pastores nómadas beduinos en colonias y, a la par, para desmantelar sus organizaciones tribales en favor de los ikhwan.
En mayo de 1913 Ibn Saúd firma el tratado Otomano-Saudí, según el cual los otomanos confirmaban que Abdulaziz era sultán del Néyed. No obstante, Gran Bretaña consideraba a Ibn Saúd un vasallo otomano y declinó la conclusión de un tratado que le habría otorgado la condición de protegido de Gran Bretaña. La convención anglo-turca de 1913 definió las fronteras de Néyed, incluyendo Hasa. Realmente los británicos no desaprobaban ni reconocían aquella conquista.
Cercana la Primera Guerra Mundial, Gran Bretaña empezó a buscar aliados locales en el Néyed, cuyo apoyo se consideraba esencial para acabar con la autoridad otomana de la región. La guerra liberó a Gran Bretaña de su política de no intervención en los asuntos interiores de Arabia. Además, Ibn Saúd había expresado su deseo de entrar en negociaciones con el gobierno británico. Dos años después recibió al capitán Shakespear, quien propugnaba la idea de que Gran Bretaña obtuviera el dominio del litoral occidental del golfo Pérsico, controlara el tráfico de armas y excluyera de la Arabia central a todas las potencias extranjeras. Shakespear murió en 1915 en la batalla de Yarrab, entre Ibn Saúd e Ibn Rashid, antes de fijar las condiciones del contrato. Sin embargo, el tratado se firmó el 26 de diciembre de ese mismo año (tratado de Darin). A cambio, Ibn Saúd prometió hacer de nuevo la guerra contra Ibn Rashid, aliado de los otomanos.
Los británicos se habían percatado, en su intrusión en la política de Oriente Medio, del gobierno hachemí en Irak y en Transjordania. La Meca, desde el siglo X, ya venía siendo gobernada por los hashimíes, quienes alegan ser descendientes del Profeta Mahoma. En 1916, Sharif Huséin ibn Alí, prestando ayuda al gobierno británico, hace el Hiyaz independiente del gobierno turco. 
No obstante, Ibn Saúd no hizo la guerra inmediatamente contra Ibn Rashid a pesar del suplemento armamentístico y económico, unas 5000 libras al mes que había recibido del gobierno británico. Declaró que la cantidad que había percibido era insuficiente para un sueldo de guerra adecuado para poder enfrentar a un enemigo tan poderoso como lo era Ibn Rashid. Sin embargo, Ibn Saúd reemprendió en 1920 la marcha contra los rashidíes, extinguiendo su dominio en 1922. La derrota de los rashidíes hizo que el territorio de Ibn Saúd se duplicara, y así fue capaz de negociar un nuevo tratado con los británicos en Uqair, en el año 1922, donde se reunió con Percy Cox, Alto Comisionado por los británicos en Irak, para fijar fronteras en el Protocolo de Uqair. El gobierno británico reorganizó sus ganancias territoriales mientras que, a cambio, Ibn Saúd acordó que no intentaría expandir las fronteras de su territorio hacia los protectorados de la costa del Golfo Pérsico y en Irak. Pero el subsidio británico prosiguió hasta 1924. 
El control ejercido por los hashimíes en el Hiyaz había hecho que los componentes de los ikhwan se trasladaran hacia el norte, en Transjordania. Sin embargo, en 1924 reclamaron sus derechos sobre aquellas tierras. El gobierno británico estaba del lado de Ibn Saúd y lo financiaba. No obstante, se tuvo que enfrentar a los Ikhwan, puesto que Winston Churchill había corrido la voz en el parlamento británico de que la fuerza de los wahabíes era imponente, además del fanatismo que les impulsaba a actuar.
No obstante, la Casa de Saúd, junto con los miembros de los ikhwan, conquistaron en 1925 la ciudad de La Meca al jerife Huséin ibn Alí, terminando con casi 700 años de dominación hashemí de los santos lugares del islam.

## Rey de Heyaz
En abril de 1925 fueron destruidos dos de los lugares más santos del Islam, Jannat ul-Baqi y Jannat ul-Mualla. El 10 de enero de 1926 es proclamado rey de Heyaz en la Gran Mezquita de La Meca. 
Tras la derrota de Ali bin Hussein y la conquista del Hiyaz en 1927, el gobierno británico se dio cuenta de que su primer tratado con Ibn Saúd en 1915 era evidentemente inadecuado, por lo que firmaron el tratado de Yedda el 20 de mayo de 1927, reconociendo su soberanía independiente sobre los territorios de Néyed, al este, y de Hiyaz, al oeste, y por el que quedaba abolido el acuerdo de protección de Darin y quedaba reconocida la absoluta independencia del Hiyaz y el Néyed, englobando gran parte de la zona que en la actualidad es Arabia Saudí. Ibn Saúd, llegado a este punto, cambió su título de sultán del Néyed por el de rey del mismo. En principio, ambas partes de su reino estaban separadas administrativamente. Al año siguiente los miembros del Ikhwan se levantaron en protesta contra Ibn Saúd, llegando a protagonizar algunas revueltas no demasiado escandalosas. Sin embargo, una de las facciones ikhwaníes intentó destruir la Kaaba.
En el periodo de 1927 a 1932, Ibn Saúd extendió su gobierno sobre cada vez más territorios de la península arábiga hasta que culminó su práctica total dominación.
La íntima relación de Gran Bretaña con Ibn Saúd siguió siendo ambigua. Hasta 1929, el gobierno británico no acababa de estar convencido en cuanto a considerarlo un factor decisivo para su posición en el mundo árabe. Al igual que los demás Estados del Golfo, no era una colonia. No obstante, la relación siguió siendo absoluta hasta el estallido de la Segunda Guerra Mundial y después de ella.

## Rey de Arabia Saudita
Entre los años 1927 y 1937 Ibn Saúd continuó su labor consolidando su poder a través de la península. En marzo de 1929, habiéndose acentuado ya bastante el conflicto entre Abdulaziz y los componentes de los ikhwan, la consecuencia fue que el sultán eliminara algunas facciones que habían desobedecido sus órdenes invadiendo Irak en contra de su voluntad, enfrentándose en la batalla de Sbilla. Ibn Saúd, a pesar de todo, fue apoyado por los religiosos.
Decidido a unificar sus posesiones, el 23 de septiembre de 1932 se autoproclama rey de Arabia Saudita con el apoyo del gobierno británico, esta fecha se conmemora cada año en el Día Nacional Saudita. Para este año el clan ya se había hecho con el control pleno de la región anteriormente llamada Arabia. A principios del siglo XX comenzó el proceso por el que los clanes rivales iban siendo sometidos al nuevo orden.
Se debe tener en cuenta que el rey contaba con unas alianzas muy poderosas con el príncipe Sheikh Rashid bin Khuzai bin Durgham, quien pertenecía a la tribu al-Fraihat, una de las más influyentes y con raíces reales en la época del Imperio otomano. Esta tribu tenía posesiones en el este de Jordania antes de la llegada de la familia de Sharif Husáin. Además, el príncipe al-Khuzai era conocido como el mandatario del emirato de Ajloun hasta 1922. Esta región incluía todo el territorio de Jordania y algunas partes de Palestina.
Por otro lado, hay que recordar que el sultán otomano había establecido al emirato de Ajloun, desde el año 1517, como administrador del área de levante mediante la tribu al-Fraihat, por su habilidad para influenciar en la zona. Abdul-Aziz proporcionó un apoyo firme y directo además de protección al belicoso príncipe al-Khuzai, a su familia y a sus seguidores, ofreciéndoles hospedaje en Arabia Saudita antes del año 1937. Esto viene a ser un resultado directo de la revolución del sheikh Izz ad-Din al-Qassam, con el apoyo del príncipe Rashid al-Khuzai.
Estos nobles lideraban gran parte de los clanes de Jordania leales al príncipe Rashid al declarar la confrontación directa contra el régimen jordano, y, en especial, contra el rey Abdulah y su coalición con el gobierno británico. Estos grupos lucharon contra el príncipe al-Khuzai, atacando sus posiciones, asesinando a muchos de los rebeldes que le eran fieles y forzando al príncipe a abandonar el país y trasladarse a Arabia Saudita.

## La política exterior
Aunque Gran Bretaña había apoyado a Ibn Saúd en la represión de la rebelión de los ikhwan en 1927, no cabía esperar un respaldo semejante en la guerra saudí-yemení, pues la política británica de la década de 1930 giraba en torno al mantenimiento de Ibn Saúd como fuente principal de autoridad política y veía la guerra saudí-yemení como un conflicto local sobre el disputado territorio colchón de Asir. Ibn Saúd vio este hecho como una efectiva denegación de ayuda y es probable que este fuera el motivo de otorgar la concesión petrolera a empresas de Estados Unidos.
La cuestión palestina no llegó a ser un problema entre Ibn Saúd y Gran Bretaña. Con anterioridad a los disturbios de 1936 en el mandato británico de Palestina, parece ser que Ibn Saúd había prestado poca atención a los acontecimientos sucedidos en esta parte del mundo árabe.
Abdulaziz se mantuvo en posición neutral durante la Segunda Guerra Mundial, pero era considerado como uno de los simpatizantes de los aliados. No obstante, en 1938 fue atacado un oleoducto británico importante en Irak, sospechándose de un sabotaje cometido por agitadores locales financiados por el Tercer Reich. Entonces se descubrió que Ibn Saúd mantenía relaciones amistosas con el embajador alemán Fritz Grobba, al que había dado refugio después de haber sido expulsado de Irak por presión de Gran Bretaña. Desde el año anterior Abdulaziz había dejado de mantener el contacto usual con el gobierno británico y estaba en desacuerdo con varias políticas de este, aunque sin llegar a la hostilidad. Más tarde, Abdulaziz tomó partido por la causa árabe durante la guerra de independencia de Israel de 1948.

## La economía del petróleo

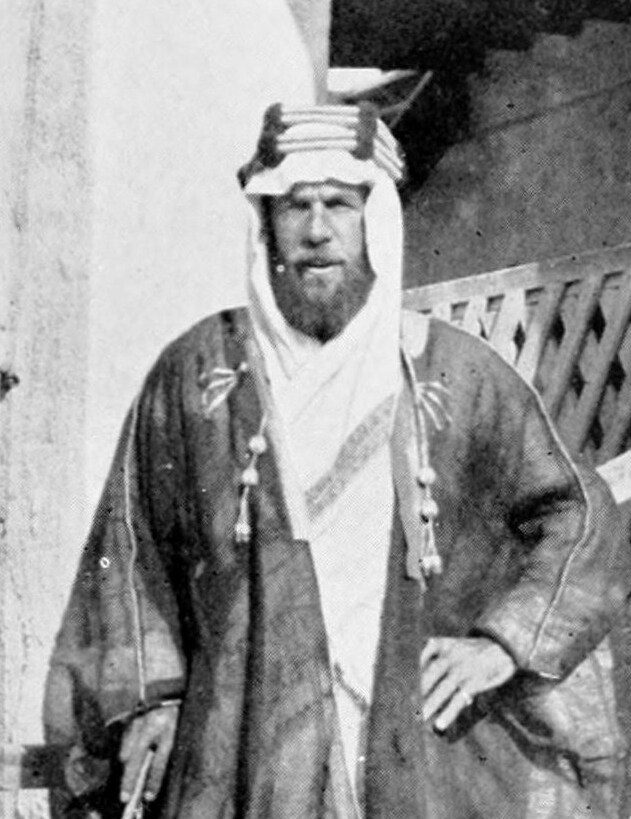
St John Philby

A partir de 1933 se descubren en tierras saudíes yacimientos colosales de petróleo. Fue el comienzo de una explotación a gran escala del crudo tras la Segunda Guerra Mundial. El monarca fue aconsejado por dos de sus colaboradores y asesores, Amin Rihani y St John Philby, a que garantizara la autorización de explotar los campos saudíes a las empresas petrolíferas norteamericanas. El ministro de Hacienda de Ibn Saúd, Ibn Suleimán, firmó un acuerdo con la compañía estadounidense Standard Oil of California (SOCAL) para iniciar las extracciones. La planificación de los ikhwan y la pompa real habían dejado a Ibn Saúd con una deuda de más de 300 000 libras esterlinas, de modo que aceptó una iniciativa estadounidense para buscar petróleo en sus territorios. Este mismo año, SOCAL sometió la concesión petrolera de Arabia Saudí a una filial de plena propiedad suya, la California Arab Standard Oil Company (CASOC), empresa precursora de la Compañía Petrolera Árabe-Americana ARAMCO (Arabian American Oil Company), fundada en 1944.
Abdul-Aziz tuvo que enfrentarse a las tribus nómadas, empujándolas a que se establecieran en un lugar y abandonaran las venganzas y las guerrillas. A la par, comenzó a trabajar en la lucha contra el crimen en el país. Se centró, sobre todo, en las guerras contra los peregrinos que intentaban llegar a las ciudades santas del islam, La Meca y Medina.

## Su descendencia
Al proclamarse el reino de Arabia Saudita, Ibn Saúd puso todo su empeño en consolidar un linaje real que diera continuidad a su liderazgo. En primer lugar, marginó a los miembros de su misma generación, es decir, a sus hermanos y sobrinos. En segundo lugar, consolidó su propia línea, los hijos varones, que acabó por convertirse en un grupo real diferenciado.
El 9 de noviembre de 1953, el monarca muere en su palacio en la región de Taif, después de un ataque al corazón debido a la esclerosis que sufría. Fue enterrado en el cementerio de Oud. Deja como responsable del trono y del imperio, que ya había adquirido un incalculable valor, a su hijo Saúd bin Abdulaziz. Este, despreocupado por la vida política y por mantener las relaciones petrolíferas con las empresas norteamericanas, se dedicó a derrochar la fortuna del imperio. Tardó en conseguirlo cinco años.
El número exacto de hijos que tuvo el primer monarca es desconocido, pero fueron alrededor de 37, de 22 esposas. A continuación su descendencia más importante y el período de reinado:
- Saúd bin Abdulaziz, reinó desde 1953 hasta 1964.
- Fáisal bin Abdulaziz, reinó desde 1964 hasta 1975.
- Jálid bin Abdulaziz, reinó desde 1975 hasta 1982.
- Fahd bin Abdulaziz, reinó desde 1982 hasta 2005.
- Abdalá bin Abdulaziz, reinó desde 2005 hasta 2015.
- Salmán bin Abdulaziz, reina a partir de 2015.
- Sultán bin Abdulaziz, príncipe heredero desde 2005 hasta 2011.
- Náyef bin Abdulaziz, príncipe heredero desde 2011 hasta 2012.

## Títulos y tratamientos
Esta tabla aún no está actualizada. Puedes contribuir aportando información sobre títulos y tratamientos de esta persona.

## Distinciones honoríficas
- Caballero Comendador de la Orden de la Estrella de la India (Imperio británico, 23/11/1916).
- Caballero Comendador de la Orden del Imperio Británico (Imperio británico, 23/11/1916).
- Caballero Gran Comendador de la Orden del Imperio de la India (Imperio británico, 01/01/1920).
- Caballero gran cruz de honor de la Orden del Baño (Reino Unido, 01/01/1935).[2]
- Comandante de la Orden de la Legión del Mérito (Estados Unidos de América, 18/02/1947).
- Caballero Gran Cruz con Distintivo Blanco de la Orden del Mérito Militar (Estado español, 01/04/1952).[3]

| Predecesor: Él mismo Como Rey del Hiyaz | Rey de Arabia Saudita 1932-1953 | Sucesor: Saúd bin Abdulaziz |